# Дарвин (космический проект)
«Дарвин» (англ. Darwin) — проект Европейского космического агентства по выведению в космос системы инфракрасных телескопов с целью непосредственного наблюдения экзопланет и поиска жизни на них.
Проект был одобрен ЕКА в 1997 году для научной и технологической проработки. Запуск миссии планировался в 2014 году. Проработка проекта была закончена в 2007 году, дальнейшие действия в настоящее время пока не планируются.
НАСА разработало похожий проект. Он называется TPF (Terrestrial Planet Finder — искатель планет земного типа). ЕКА рассматривает возможность сотрудничества в данной области. Допускается вариант объединённого проекта Дарвин + TPF.

## Описание проекта
«Дарвин» предполагает запуск на околосолнечную орбиту (точка L2 для системы Солнце-Земля) трёх инфракрасных телескопов (средневолновой диапазон с длиной волны 2,5-50 мкм) с зеркалами диаметром, по крайней мере, три метра. Вблизи Земли телескопы выводить нецелесообразно из-за разогрева конструкции космических аппаратов излучением Солнца, что требует дорогостоящей системы охлаждения. Также в данном случае упрощается задача ориентации аппарата и задача контроля взаимного положения группы аппаратов в пространстве.
Телескопы будут работать как единая система, как телескоп с зеркалом большого диаметра, использующий принцип обнуляющей интерферометрии. Они будут расположены на окружности диаметром до 100 м, причём твёрдой связи между ними не будет, а стабилизация положения будет осуществляться с помощью лазерной системы связи. Для дополнительного контроля положения телескопов запускается отдельный аппарат, который позволит держать оптические оси всех телескопов в строго одинаковом направлении.
На Земле использование инфракрасных телескопов практически невозможно. Во-первых, атмосфера поглощает инфракрасное излучение, а во-вторых сам телескоп при комнатной температуре излучает инфракрасные волны, загрязняя тем самым свои собственные данные. В связи с этим, на орбите для достижения высокой чувствительности все телескопы будут охлаждаться до температуры 40 К (−233 °C). Охлаждение пассивное, с помощью дискообразных радиаторов, охватывающих телескопы.
Поиск планет даже для ближайших звёзд сопоставим с задачей разглядеть свет свечи с расстояния в тысячу километров, притом, что свеча будет располагаться вблизи с маяком. В оптическом диапазоне свет звезды превышает свет её планеты земного типа в миллиарды раз. Для средневолнового диапазона инфракрасного излучения то же соотношение составляет миллионы раз.
Другим аргументом в пользу инфракрасного диапазона является тот факт, что жизнь оставляет свои маркеры в этом диапазоне. На Земле биологическая активность производит некоторые газы. Например, флора продуцирует кислород, а фауна — углекислый газ и метан. Эти газы и другие, такие как водяной пар, оставляют свои метки, поглощая определённые волны в инфракрасном диапазоне.
Доставку на орбиту четырёх и возможно пяти КА должны осуществить ракеты-носители Союз-Фрегат.

## Предполагаемые научные результаты
С помощью системы «Дарвин» предполагается осуществлять непосредственное наблюдение экзопланет (по излучению, идущему от планет в инфракрасном диапазоне, а не по косвенным признакам, как сейчас).
Эта система позволит наблюдать планеты, подобные Земле, и осуществлять спектральный анализ состава их атмосфер. В том случае, если в спектре будут обнаружены линии озона, молекулярного кислорода и водяного пара, то это будет свидетельствовать о наличии жизни на этих планетах (т. к. такой агрессивный газ, как кислород, должен иметь постоянные источники пополнения — жизнедеятельность организмов).
Существуют предложения дальнейшего развития системы путём увеличения количества телескопов. Некоторые оценки говорят о возможном разрешении такого «Гипертелескопа» в несколько микро-арксекунд. Теоретически, система из ста трехметровых телескопов, разнесенных на 100 км, даже позволит составлять карты экзопланет.